# Власе (община Враня)
Власе (на сръбски: Власе или Vlase) е село в Югоизточна Сърбия, Пчински окръг, Град Враня, община Враня.

## География
Селото се намира в котловината Поляница, от двете страни на река Ветерница. Отстои на 22,6 км северно от окръжния и общински център Враня, на 3,8 км южно от село Големо село, на 5,1 км източно от село Драгобужде, на 3,3 км западно от село Градня и на 3,1 км северозападно от село Ушевце.

## История
По време на Първата световна война селото е във военновременните граници на Царство България, като административно е част от Вранска околия на Врански окръг и е център на Власошката община.
По време на българското управление в Поморавието в годините на Втората световна война, Александър П. Малчев от Керсенлик е български кмет на Власе от 1 декември 1941 година до 2 юли 1942 година. След това кметове са Борис П. Карпузов от Велес (23 юли 1942 - 22 юли 1943) и Васил Цанев Цивнев от Сухиндол (5 ноември 1943 - 9 септември 1944).

## Население
Според преброяването на населението от 2011 г. селото има 338 жители.

### Етнически състав
Данните за етническия състав на населението са от преброяването през 2002 г.
- сърби – 417 жители (100%)